# 中华人民共和国国家公园

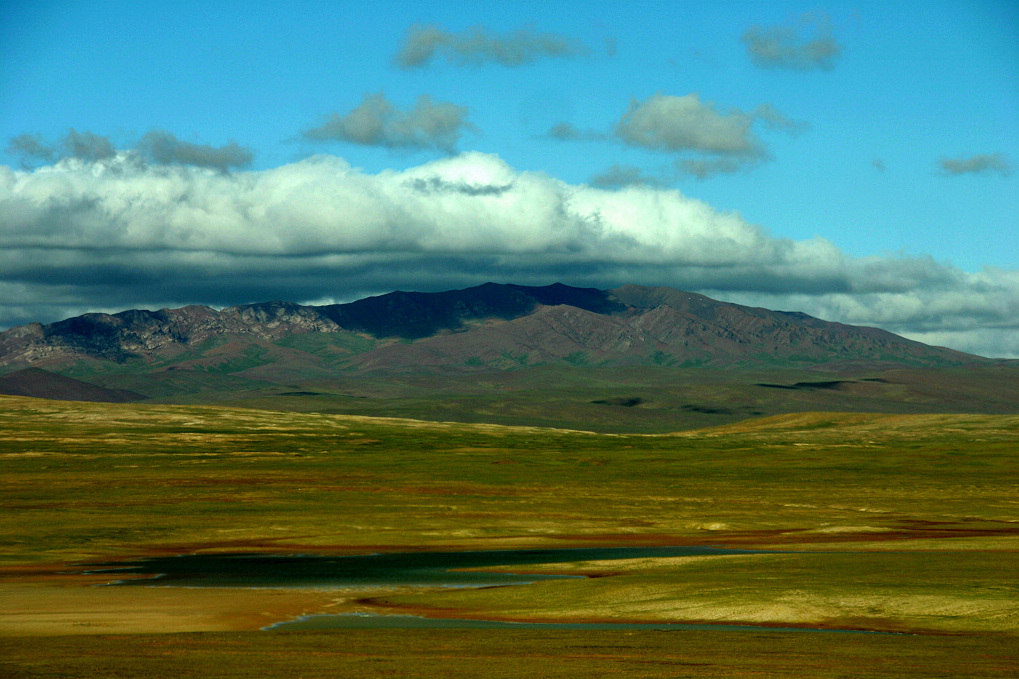
三江源国家公园是中国首批国家公园，其同时也是一处世界遗产地。

中华人民共和国国家公园目前為止共有5处，由中华人民共和国政府批准设立，并由国家林业和草原局（国家公园管理局）主导管理。
中华人民共和国建立国家公园体系的提法由来已久，但在各种因素的制约下，中华人民共和国建设国家公园的计划一直搁浅。在国家公园体系建立前，中华人民共和国以国家级风景名胜区作为海外国家公园的对应，隨著可持續發展路線與生態保護的理念逐漸明晰，2013年11月，中共十八届三中全会首次正式提出建立中國国家公园体制。
2016年，三江源国家公园成为中华人民共和国的首个试点国家公园，之后又于当年设立福建武夷山国家公园，随后又相继设立了东北虎豹国家公园等8个公园。2015年1月，国家发展和改革委员会联合13部门印发《建立国家公园体制试点方案》。2017年9月，中共中央办公厅、国务院办公厅印发了《建立国家公园体制总体方案》，这标志着中华人民共和国国家公园建设进入实质性阶段。方案指出，国家公园是“边界清晰，以保护具有国家代表性的大面积自然生态系统为主要目的，实现自然资源科学保护和合理利用的特定陆地或海洋区域”。2018年4月10日，国家林业和草原局（国家公园管理局）正式挂牌成立，作为中央层面的国家公园管理机构。2021年10月12日，中国首批国家公园名单公布。
中华人民共和国国家公园的建设理念包括生态保护第一、国家代表性、全民公益性三个要素国家公园是中华人民共和国自然保护地最重要类型之一，国家公园属于全国主体功能区规划中的禁止开发区域，纳入全国生态保护红线区域管控范围。同时，部分国家公园可能涵盖原有的国家级风景名胜区、国家级自然保护区等保护区域的范围。
目前，中华人民共和国有8个省级行政区拥有国家公园。与此同时，三江源国家公园则是面积最大的国家公园。此外，三江源和福建武夷山在设立前就涵盖或已是世界遗产地。

## 发展历史
中华人民共和国建设自然保护地的历史由来已久。1956年6月30日，中华人民共和国国务院批复设立了中华人民共和国首个自然保护区——鼎湖山国家级自然保护区。而自1982年起，中华人民共和国政府开始设立国家级风景名胜区，并将之作为海外国家公园的对应。但在实践中，国家级风景名胜区评定条件的笼统化、概念化，开发运营的商业化、人工化等缺陷受到部分学者的批评。因此，有学者和研究机构开始极力倡导逐步建立中华人民共和国国家公园管理体制。
2006年，云南省林业厅自行批准建立了“云南普达措国家公园”，这是中华人民共和国首个以“国家公园”名义设立的自然保护地。随后，云南省开始建立“云南省国家公园体系”，并得到了国家林业局的批复。云南省自此开始在“条件成熟的自然保护区”试点建设国家公园。当年9月，云南省正式在省林业厅下设置“国家公园管理办公室”，这是中华人民共和国首个地方国家公园管理机构。但学者田世政、杨桂华认为，在2007年普达措国家公园边沿地区的一起重大火灾中，各管理部门间出现的相互推诿卸责的状况，就使得这种地方主导的国家公园管理模式的缺陷暴露出来。2008年10月，中华人民共和国环境保护部和国家旅游局又批准设立了一个国家公园试点单位——“黑龙江汤旺河国家公园”。但这种试点被一些学者批评为“新瓶装旧酒”，即在管理体制上并无创新，而仅着重于“国家公园”的经济效益。此后，国家公园的各种试点在2009年遭到中华人民共和国国务院叫停。国务院指出有关部门应“在自然资源保护立法中继续探索和研究”。有评论指出，国家公园计划遭到搁浅，原因在于国家公园管理相关法规的尚未健全和保护地管理的混乱无序。
2013年11月，中共十八届三中全会发布的《中共中央关于全面深化改革若干重大问题的决定》首次从中央政府层面提出建立国家公园体制，指出国家公园要“坚定不移实施主体功能区制度，建立国土空间开发保护制度，严格按照主体功能区定位推动发展”。2015年1月, 国家发展和改革委员会等十三个部门联合发布《建立国家公园体制试点方案》, 开始了国家公园体制改革。同年9月，中共中央、国务院印发的《生态文明体制改革总体方案》对建立国家公园体制提出了具体要求。其后，中华人民共和国政府逐步推动开展了国家公园体制的试点，并设立了由中央政府垂直管理的国家公园。2016年3月9日，三江源国家公园的体制试点方案经中共中央审议通过，成为中华人民共和国首个由中央政府批准设立的国家公园，并在其后由青海省人民代表大会颁布了《三江源国家公园条例（试行）》，这也是中华人民共和国首部国家公园条例。8月19日，东北虎豹国家公园国有自然资源资产管理局、东北虎豹国家公园管理局在长春成立，这是中华人民共和国第一个由中央直接管理的国家自然资源资产和国家公园管理机构。
2017年9月，中共中央办公厅、国务院办公厅印发了《建立国家公园体制总体方案》。方案提出，国家公园内全民所有自然资源资产所有权由中央政府和省级政府分级行使，条件成熟时，逐步过渡到由中央政府直接行使。同时，国家公园是中华人民共和国自然保护地最重要类型之一，属于全国主体功能区规划中的禁止开发区域，纳入全国生态保护红线区域管控范围，实行最严格的保护。方案表明，与原有的其他保护地相比，国家公园的自然生态系统和自然遗产也将更具有国家代表性和典型性，面积更大，生态系统更完整，保护更严格，管理层级更高。根据方案，到2020年，中华人民共和国建立国家公园体制试点基本完成，将整合设立一批国家公园，使分级统一的管理体制基本建立，国家公园总体布局初步形成。
2018年3月17日，第十三届全国人民代表大会第一次会议通过《第十三届全国人民代表大会第一次会议关于国务院机构改革方案的决定》，批准《国务院机构改革方案》。根据《国务院机构改革方案》，决定将原国家林业局、国土资源部、住房和城乡建设部、水利部、农业部、国家海洋局等部门的自然保护区、风景名胜区、自然遗产、地质公园等管理职责整合，组建国家林业和草原局，与国家公园管理局一个机构两块牌子，由自然资源部管理。
2018年4月10日，国家林业和草原局（国家公园管理局）正式挂牌成立。
2019年1月23日，中共中央总书记习近平主持召开中央全面深化改革委员会第六次会议通过《关于建立以国家公园为主体的自然保护地体系指导意见》《海南热带雨林国家公园体制试点方案》，批准海南省试点设立海南热带雨林国家公园。会议要求创新自然保护地管理体制机制，实施自然保护地统一设置、分级管理、分区管控，把具有国家代表性的重要自然生态系统纳入国家公园体系，实行严格保护，形成以国家公园为主体、自然保护区为基础、各类自然公园为补充的自然保护地管理体系。
2021年10月12日，中国共产党中央委员会总书记习近平在《生物多样性公约》第十五次缔约方大会领导人峰会上，宣布第一批国家公园名单，分别为三江源国家公园、大熊猫国家公园、东北虎豹国家公园、海南热带雨林国家公园、武夷山国家公园共五项国家公园。

## 未来规划
2023年12月，国家林草局、财政部、自然资源部、生态环境部联合印发《国家公园空间布局方案》 。《方案》遴选出49个国家公园候选区（含正式设立的5个国家公园），其中陆域44个、陆海统筹2个、海域3个，总面积约110万平方公里。其中，青藏高原布局13个候选区，形成青藏高原国家公园群，总面积约77万平方公里，占国家公园候选区总面积的70%；黄河流域布局9个候选区；长江流域布局11个候选区。全部建成后，中国国家公园保护面积的总规模将是世界最大。
在黄河出海口、东海海洋区、南海海洋区分别布局了黄河口、南北麂列岛、热带海洋国家公园候选区。考虑到珠江口海域已建立了以中华白海豚、红树林等为主要保护对象的国家级自然保护区，且该区域人口密集、交通方便、经济发达，暂未列入《国家公园空间布局方案》。

## 问题与挑战
中国的国家公园建设面临许多困难与挑战。国家公园范围内居住着数十万人口，这些人口对自然资源的长期利用使国家公园面临很大的生态修复压力，同时需要在进行严格生态保护的前提下保障原住民利益。中国国家公园的土地所有权多为集体所有，由于历史原因造成土地权属不清，土地所有权、承包经营权、使用权、管理权、收益权混乱。国家公园所在地方治理能力薄弱，大部分国家公园内有知名旅游景点，严格的保护措施会造成旅游收入下降，从而使地方政府缺乏积极性。此外还面临资金短缺和管理落后的问题。

## 名录

### 首批
下表列出国务院于2021年10月12日首批正式实行中国国家公园体制的五个保护区。其他曾入选试行国家公园以及以“国家公园”名义出现的保护区不会列入下表。
| 名称                 | 影像 | 位置                   | 试行日期      | 面积            | 描述 |
| -------------------- | ---- | ---------------------- | ------------- | --------------- | --- |
| 三江源国家公园       |      | 青海省                 | 2016年3月9日  | 123,100平方千米 | 由长江源（可可西里）、黄河源、澜沧江源三个园区构成。该国家公园以自然修复为主，旨在保护冰川雪山、江源河流、湖泊湿地、高寒草甸等源头地区的生态系统，维护和提升水源涵养功能。                                             |
| 大熊猫国家公园       |      | 四川省、陕西省、甘肃省 | 2017年1月31日 | 27,000平方千米  | 该国家公园旨在加强大熊猫栖息地廊道建设，连通原本相互隔离的栖息地，以实现隔离大熊猫种群之间的基因交流。 |
| 东北虎豹国家公园     |      | 吉林省、黑龙江省       | 2016年12月5日 | 14,600平方千米  | 该国家公园旨在有效保护和恢复东北虎豹野生种群，实现其稳定繁衍生息。并有效解决东北虎豹保护与当地发展之间的矛盾。 |
| 福建武夷山国家公园   |      | 福建省南平市           | 2016年3月14日 | 982.59平方千米  | 包括福建武夷山国家级自然保护区、武夷山国家级风景名胜区和九曲溪上游保护地带。该国家公园旨在有效保护当地的生物多样性。                                                                                                   |
| 海南热带雨林国家公园 |      | 海南省                 | 2019年1月23日 | 4,400平方千米   | 包括五指山、鹦哥岭、尖峰岭、霸王岭、吊罗山等5个国家级自然保护区，佳西等3个省级自然保护区，黎母山等4个国家森林公园、阿陀岭等6个省级森林公园与相关国有林场。该国家公园旨在更加有效保护热带雨林生态系统的原真性和完整性。 |

### 试行
下表列出当前经国务院批复试行但未正式实行国家公园体制的保护区。其他以“国家公园”名义出现的保护区不会列入下表。
| 名称               | 影像 | 位置                       | 批准日期       | 面积           | 描述 |
| ------------------ | ---- | -------------------------- | -------------- | -------------- | --- |
| 云南普达措国家公园 |      | 云南省迪庆藏族自治州       | 2016年10月26日 | 602.1平方千米  | 该国家公园拥有湖泊湿地、森林草甸、河谷溪流、珍稀动植物等丰富的生态资源，原始生态环境保存完好。                                                                                   |
| 湖北神农架国家公园 |      | 湖北省神农架林区           | 2016年5月14日  | 1,170平方千米  | 该国家公园旨在有效保护当地的亚热带森林生态系统和泥炭藓湿地生态系统。 |
| 浙江钱江源国家公园 |      | 浙江省开化县               | 2016年7月15日  | 252平方千米    | 包括古田山国家级自然保护区、钱江源国家森林公园、钱江源省级风景名胜区以及连接自然保护地之间的生态区域。该国家公园旨在有效保护当地的白颈长尾雉、黑麂等濒危物种。                   |
| 湖南南山国家公园   |      | 湖南省邵阳市城步苗族自治县 | 2016年8月8日   | 635.94平方千米 | 包括南山国家级风景名胜区、金童山国家级自然保护区、两江峡谷国家森林公园、白云湖国家湿地公园以及连接自然保护地之间的生态区域。该国家公园旨在有效保护当地的候鸟种群和其他生态景观。 |
| 北京长城国家公园   |      | 北京市延庆区               | 2017年1月14日  | 59.91平方千米  | 包括八达岭国家级风景名胜区、十三陵国家级风景名胜区（延庆部分）。该国家公园旨在有效保护当地的人文资源。                                                                           |
| 祁连山国家公园     |      | 甘肃省、青海省             | 2017年6月26日  | 50,000平方千米 | 包括祁连山国家级自然保护区。该国家公园旨在解决当地局部生态破坏问题十分突出，多个保护地、碎片化管理的问题。                                                                       |